# Paweł Jackiewicz
Paweł Jackiewicz ps. "Gończa" (ur. 16 lutego 1920 w Pasiekach Wołkowyskich, zm. 25 kwietnia 2003 we Wrocławiu) – starszy strzelec Wojska Polskiego, kapral Armii Krajowej, sierżant Ludowego Wojska Polskiego, zesłany do łagru (1946-1950).

## Życiorys
Urodził się 16 lutego 1920 w małym zaścianku szlacheckim we wsi Pasieki na obszarze powiatu Wołkowyskiego. Wywodzący się z rodziny o charakterze kawaleryjskim, pierwszą jazdę konną odbył w wieku 6 lat.
W wieku 17 lat, w 1937 roku, wstąpił ochotniczo do 3. Pułku Strzelców Konnych w Wołkowysku. Uczęszczał do szkoły podoficerskiej w latach 1937-1939. Przeszedł chrzest bojowy w starciu w okolicach Śniadowa w powiecie Łomżyńskim, kiedy to jego pułk był skierowany do osłony 18. Dywizji Piechoty wycofującej się spod Wizny. Z relacji wynikało że zmarł 17 września, lecz w rzeczywistości był ciężko zraniony w obronie Hajnówki. Po skapitulowaniu wojsk polskich w rejonie Kocka wycofał się razem z pułkiem do Grabowa Szlacheckiego. Po rozwiązaniu pułku, przez ppłk. Platonoffa, dotarł z wielkim trudem spowrotem do rodzinnej wsi.
Aresztowany przez NKWD w 1940, zdołał zbiec z aresztu i dołączył do podziemia. Członek ZWZ w rejonie Wołkowyska w latach 1940-1941 a potem członek 8. kompanii(?) Armii Krajowej okręgu Białostockiego do roku 1944.
W latach 1940-1944 przeprowadzał operacje wysadzania niemieckich transportów jako członek oddziału dywersyjnego. Nosił pseudonim "Gończa". W 1941 roku podczas służby w placówce AK w Niewojniańcach nieumyślnie uszkodził radiostację, tymczasowo tam przechowywaną po rekwiracji w wiosce Wisińczy, oddziału "Komara"; przez co oddział nie mógł nawiązać kontaktu z niemieckim samolotem wiozącym zrzut zaopatrzenia dla nich.
Złapany i siłowo wcielony do Ludowego Wojska Polskiego w 1944 roku. Jako sierżant w 1. Armii Wojska Polskiego przebijał się przez Wał Pomorski i 3 maja 1945 roku dotarł do Berlina.
Po ukończeniu wojny wrócił spowrotem do rodzinnej wsi. Został aresztowany 24 kwietnia 1946 roku przez NKGB w Wołkowysku. Skazany na 15 lat łagru wyrokiem Wojennego Trybunału Wojsk NKWD w Grodnie w czerwcu 1946 roku. Przebył ciężki wyrok na zesłaniu w nieznanym łagrze na Syberii. Wyrok później został skrócony do 5 lat. Zwolniony w 1950 roku po ukończeniu skróconego wyroku.
Przeniósł się w 1958 roku do Podolina gdzie pozostał przez resztę swojego życia. Awansowany na stopień podporucznika, uczestniczył od 1982 roku w kole żołnierzy 3. Pułku Strzelców Konnych. Aktywny działacz Związku Armii Krajowej Obwodu Dzierżoniowskiego.
Miłośnik koni, w 1999 roku posiadał 6 klaczy (w tym dwa źrebaki czetromiesięczne) i jednego konia. O swojej miłości do koni sam rzekł: "Są do mnie przywiązane, a ja do nich. Dla nich żyję."
Zmarł w szpitalu wojskowym we Wrocławiu 25 kwietnia 2003 roku, dwa dni przed świętem pułkowym 3. Pułku Strzelców Konnych. Pochowany 29 kwietnia 2003 roku w Piskorzowie.